# Тейшейра, Брайан
Бра́йан Албе́рту Си́лва Тейше́йра Жу́ниор (порт. Bryan Alberto Silva Teixeira Jr.; 1 сентября 2000) — кабо-вердианский футболист, нападающий австрийского клуба «Штурм» Грац и сборной Кабо-Верде, выступающий на правах аренды за немецкий клуб «Магдебург».

## Биография

### Клубная карьера
На взрослом уровне начинал играть в футбол в составе фарм-клуба «Клермон» в пятой лиге Франции. В 2019 году заключил с «Клермоном» профессиональный контракт. Единственный матч за основной состав команды провёл 2 ноября того же года в матче Лиги 2 с клубом Ле-Ман, в котором вышел на замену на 87-й минуте. Во второй части сезона 2019/20 и в сезоне 2020/21 выступал на правах аренды в клубах третьего дивизиона «Конкарно» и «Орлеан».
Летом 2021 года был отдан в аренду в команду второй лиги Австрии «Аустрия» Лустенау. В составе команды стал чемпионом второй лиги и по окончании сезона заключил с клубом полноценный контракт. Дебютировал в Бундеслиге в матче 1-го тура сезона 2022/23 против «Тироля». В январе 2023 года перешёл в «Штурм», подписав контракт до 2026 года.

### Карьера в сборной
Дебютировал за сборную Кабо-Верде 11 июня 2022 года в товарищеском матче со сборной Эквадора (0:1), появившись на замену на 64-й минуте вместо Лисандру Семеду.
Был включён в состав сборной на Кубок африканских наций 2023.

## Достижения
«Штурм» Грац
- Обладатель Кубка Австрии: 2022/23

«Аустрия» Лустенау
- Победитель второй лиги Австрии: 2021/22